# Talsperre Peneireiro
Die Talsperre Peneireiro (portugiesisch Barragem do Peneireiro) liegt in der Region Nord Portugals im Distrikt Bragança. Sie staut den Arco zu einem Stausee auf. Die Kleinstadt Vila Flor befindet sich ungefähr zwei Kilometer nordöstlich der Talsperre.
Mit dem Projekt zur Errichtung der Talsperre wurde im Jahre 1971 begonnen. Der Bau wurde 1973 fertiggestellt. Die Talsperre dient der Trinkwasserversorgung. Sie ist im Besitz der Câmara Municipal de Vila Flor, der Stadtverwaltung der Kleinstadt (Vila) von Vila Flor.

## Absperrbauwerk
Das Absperrbauwerk besteht aus einem Staudamm mit einer Höhe von 15 m über der Gründungssohle (13 m über dem Flussbett). Die Dammkrone liegt auf einer Höhe von 622,8 m über dem Meeresspiegel. Die Länge der Dammkrone beträgt 693 m und ihre Breite 4 m. Das Volumen des Staudamms beträgt 144.000 m³.
Der Staudamm verfügt sowohl über einen Grundablass als auch über eine Hochwasserentlastung. Über den Grundablass können maximal 1,84 m³/s abgeleitet werden, über die Hochwasserentlastung maximal 11 m³/s. Das Bemessungshochwasser liegt bei 12 m³/s; die Wahrscheinlichkeit für das Auftreten dieses Ereignisses wurde mit einmal in 500 Jahren bestimmt.

## Stausee
Beim normalen Stauziel von 621,2 m (maximal 621,8 m bei Hochwasser) erstreckt sich der Stausee über eine Fläche von rund 0,14 km² und fasst 0,768 Mio. m³ Wasser – davon können 0,67 Mio. m³ genutzt werden. Das minimale Stauziel liegt bei 611,5 m.